# 列杜季
49°23′38″N 35°15′29″E / 49.39389°N 35.25806°E
列杜季（烏克蘭語：Редути），是烏克蘭中部的村莊，隸屬波爾塔瓦州的波爾塔瓦區。該村處於蘭納河畔，分別距離上蘭納0.5公里和下蘭納1公里，海拔高度103米，2001年人口170。